# Gellenoncourt
Gellenoncourt ist eine französische Gemeinde mit 82 Einwohnern (Stand: 1. Januar 2022) im Département Meurthe-et-Moselle in der Region Grand Est (bis 2015 Lothringen). Die Gemeinde gehört zum Arrondissement Nancy und zum Kanton Grand Couronné.

## Lage
Gellenoncourt liegt etwa 15 Kilometer ostsüdöstlich von Nancy. Umgeben wird Gellenoncourt von den Nachbargemeinden Courbesseaux im Norden und Nordosten, Drouville im Osten und Südosten sowie Haraucourt im Süden und Westen.

## Bevölkerungsentwicklung
| Jahr                       | 1962 | 1968 | 1975 | 1982 | 1990 | 1999 | 2006 | 2019 |
| Einwohner                  | 35   | 41   | 30   | 34   | 36   | 35   | 35   | 79   |
| Quellen: Cassini und INSEE |      |      |      |      |      |      |      |      |

## Sehenswertes
- Kirche Notre-Dame-de-l'Assomption
- Schloss aus dem 16./17. Jahrhundert

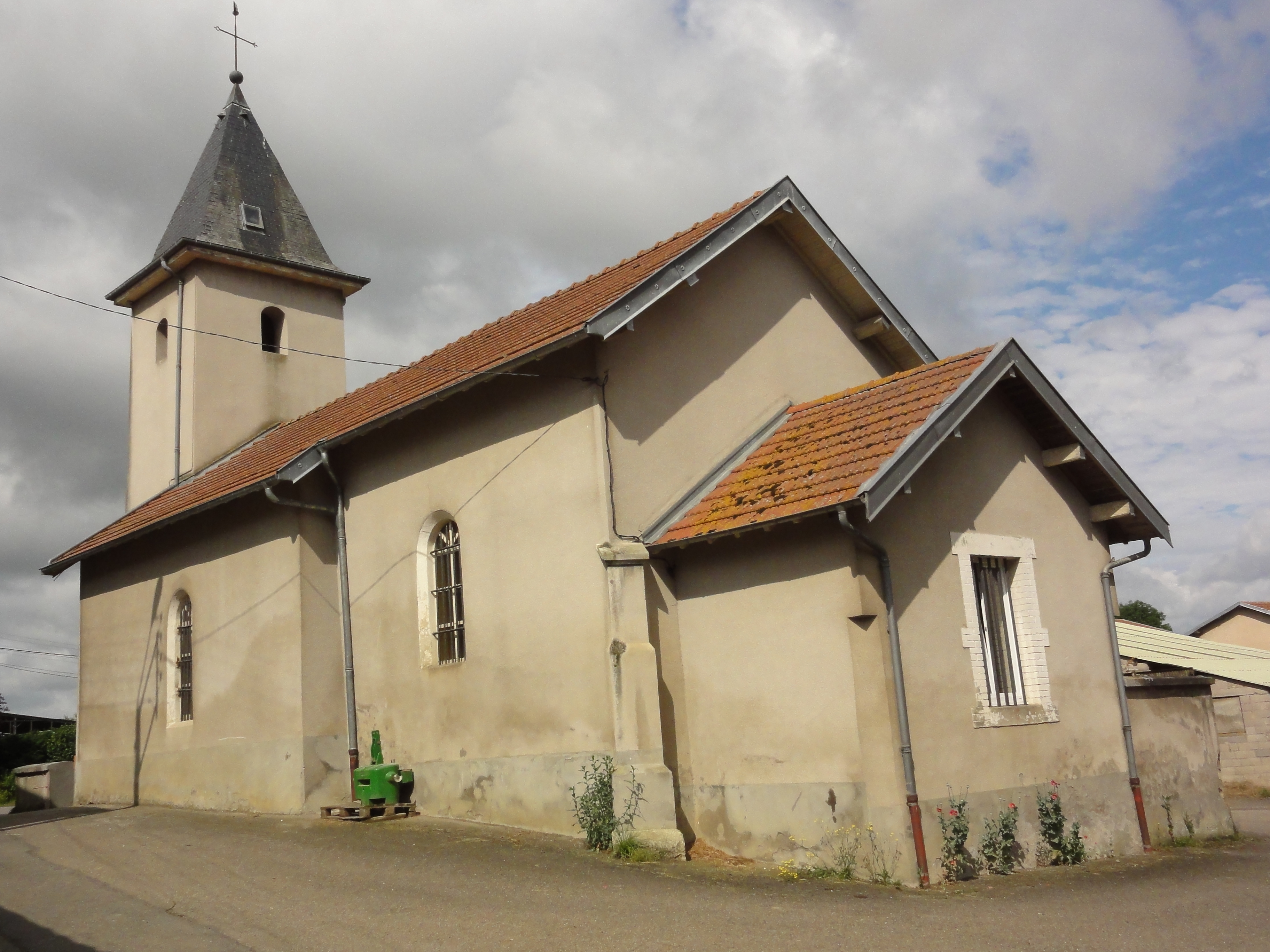
Kirche Notre-Dame-de-l'Assomption